# Аль-Карх (футбольний клуб)
Навчально-спортивний клуб «Аль-Карх» (араб. نادي الكرخ التربوي الرياضي) — іракський спортивний клуб, який базується в районі Карх, Багдад. Команда грає в іракській Прем'єр-лізі, вищому дивізіоні іракського футболу на стадіоні «Аль-Карх».
Клуб був заснований в 1963 році, «Аль-Карх» вперше вийшов у вищу лігу в 1990 році, зайнявши місце клубу «Ар-Рашида», який був розформований.

## Історія
В кінці 1940-х років був створений баскетбольний клуб під назвою «Аль-Мансур», де виступало безліч передових іракських баскетболістів тих років. Команда виграла турнір Адхамії 1958 року. На початку 1960-х років клуб був розформований, а його адміністративна рада заснувала новий спортивний клуб «Аль-Карх», який вважається наступником «Аль-Мансура».
З моменту заснування в 1963 році, «Аль-Карх» не міг підвищитися в іракську Прем'єр-лігу протягом 27 років і весь цей час клуб виступав у нижчих дивізіонах.
23 листопада 1983 року Удей Хусейн заснував новий спортивний клуб під назвою «Ар-Рашид», який став базуватися на стадіоні «Аль-Карх». «Ар-Рашид» незабаром став найуспішнішим клубом в Іраці, вийшов у вищу лігу в перший же сезон. Пізніше за сім років клуб виграв три титули чемпіона, два кубка Іраку, три Арабських ліги чемпіонів і дійшов до фіналу в Лізі чемпіонів АФК.
18 серпня 1990 року Національний олімпійський комітет Іраку вирішив розформувати «Ар-Рашид» і передати всю інфраструктуру клубу «Аль-Карху», віддавши їй також і місце в іракській Прем'єр-лізі.
Коли «Аль-Карх» зайняв місце «Ар-Рашида» в Прем'єр-лізі, команда вперше у своїй історії потрапила у вищій дивізіон іракського футболу. Багато гравців збірної Іраку, такі як Аднан Діржал, Харіс Мохаммед і Самір Шакер, після розформування «Ар-Рашида» пішли зі спорту, інші перейшли в інші клуби, як Ахмад Зараді, Лаїт Хусейн і Хабіб Джафар. У своєму першому сезоні у вищому дивізіоні 1990/91 «Аль-Карх» фінішував на четвертому місці з 38 очками.
Під керівництвом Аднана Діржала «Аль-Карх» показав найкращий результат в історії, посівши третє місце в сезоні 1991/92 і лише на три очки відстав від лідера. Дірджал отримав нагороду найкращого тренера Іраку, а футболіст команди Саад Каїса Ноаман отримав нагороду найкращому гравцю. «Аль-Карх» також зайняв четверте місце в чемпіонаті Багдада 1991 року.
У наступних чотирьох сезонах «Аль-Карх» фінішував у середині турнірної таблиці. У Кубку Іраку за ці роки «Аль-Карх» не демонстрував високих результатів, зате в чемпіонаті Багдада 1993 року «Аль-Карх» зайняв четверте місце.
У 1996 році клуб брав участь у турнірі Індійської футбольної асоціації. Клуб дійшов до фіналу, програвши з мінімальним рахунком після додаткового часу клубу ДжКТ. У сезоні 1996/97 «Аль-Карх» фінішував на 14-му місці в зоні вильоту, набравши 27 очок в 30 матчах. Вперше з 1990 року команда вилетіла у Перший дивізіон Іраку.
Клуб повернувся в іракську Прем'єр-лігу в сезоні 1997/98. Після підвищення клуб протягом п'яти сезонів тримався в середині турнірної таблиці. У сезоні 1999/00 «Аль-Карх» вийшов у півфінал кубка Іраку, де після нічиї 1:1 поступився в серії пенальті «Аль-Куві». Команди також зустрілися в півфіналі чемпіонату Багдада 1999 року, де знову перемога в серії пенальті була за «Аль-Кувою», тим не менш «Аль-Карх» виграв матч за третє місце. У наступному сезоні «Аль-Карх» повторив цей результат.
У сезоні 2003/04, коли новим президентом клубу призначили Шарара Хайдера, «Аль-Карх» не зміг вийти в плей-оф, в наступному сезоні ситуація повторилася. У сезоні 2005/06 «Аль-Карх» фінішував у зоні вильоту з 12 очками в 12 матчах, на одне очко відставши від «Діяли», яка уникла вильоту в Перший дивізіон. «Аль-Карх» залишався в Першому дивізіоні до сезону 2009/10.
Під керівництвом Насрата Нассіра 2010 року «Аль-Карх» повернувся в Прем'єр-лігу. Після двох сезонів «Аль-Карх» знову понизився у класі, потім знову повернувся в прем'єр-лігу після перемоги в Першому дивізіоні в сезоні 2012/13.

## Стадіон
Спочатку клуб «Аль-Мансур» придбав стару будівлю і переобладнав її на баскетбольний майданчик, там же знаходилася штаб-квартира клубу. В кінці 1960-х років будівля почала руйнуватися, що стало основною причиною розформування клубу. У 1963 році новостворений клуб «Аль-Карх» став базуватися на однойменному стадіоні.
У 1984 році на стадіоні став виступати «Ар-Рашид», клуб перейменував стадіон, провів ремонт і дозволив відкрити магазини навколо нього. Після розформування «Ар-Рашида» стадіону повернули стару назву «Аль-Карх». У 2004 році стадіон був реконструйований після того, як він був пошкоджений ВПС США в битві за Багдад (2003).

## Титули
- Володар Кубка Іраку (1): 2021-22